# Kévin Debris
Kevin Debris (Le Havre, Francia, 10 de mayo de 1984), fue un futbolista francés que ocupaba la demarcación de defensa.

## Selección nacional
Ha sido internacional con la Selección de fútbol de Francia sub-17

## Trayectoria
| Club                         | Categoría          | País    | Año         |
| ---------------------------- | ------------------ | ------- | ----------- |
| Le Havre A.C.                | Ligue 2            | Francia | 1999 - 2000 |
| Le Havre A.C.                | Ligue 2            | Francia | 2000 - 2001 |
| Le Havre A.C.                | Ligue 2            | Francia | 2001 - 2002 |
| Le Havre A.C.                | Ligue 2            | Francia | 2002 - 2003 |
| Le Havre A.C.                | Ligue 2            | Francia | 2003 - 2004 |
| Le Havre A.C.                | Ligue 2            | Francia | 2004 - 2005 |
| S.D. Ponferradina            | Segunda B Grupo II | España  | 2005 - 2006 |
| S.D. Ponferradina            | Liga Adelante      | España  | 2006 - 2007 |
| Atlético de Madrid B         | Segunda B Grupo I  | España  | 2007 - 2008 |
| UD Mérida                    | Segunda B Grupo II | España  | 2008 - 2009 |
| Caravaca CF                  | Segunda B Grupo IV | España  | 2009 - 2010 |
| Cerro de Reyes Atlético      | Segunda B Grupo I  | España  | 2010 - 2011 |
| Union Sportive Lillebonnaise |                    | Francia | 2012        |
| Imbabura S.C.                | Serie B            | Ecuador | 2012-2013   |
| St Romain de Colbosc         |                    | Francia | 2014        |

## Palmarés
Fue campeón con la selección de Francia en la Copa Mundial de Fútbol Sub-17 de 2001.